# Novonikoláyevskaya (Krasnodar)
Novonikoláyevskaya (del ruso: Новониколаевская) es una stanitsa del raión de Kalíninskaya del krai de Krasnodar en el sur de Rusia. Está situada a orillas del distributario Anguélinski del delta del Kubán, 25 km al noroeste de Kalíninskaya y 79 km al noroeste de Krasnodar, la capital del krai. Tenía 3 622 habitantes en 2010.
Es cabeza del municipio Novonikoláyevskoye, al que pertenece asimismo Anguélinski.

## Historia
En 1870 se unifican los jútor Grivenski (erigidos en la década de 1840) en el posiólok Angélinski. En 1891, Angélinski se separa de la administración de Starodzherelíyevskaya, estableciéndose como stanitsa Novonikoláyevskaya, nombrada así por el zarévich Nicolás. Dos años después, en 1893, sufrió unas graves inundaciones como consecuencia del desbordamiento del Angélinski, distributario del delta del Kubán. Tras la revolución rusa de 1917, y más intensamente, a partir de 1929 se procede a la colectivización de la tierra, formándose el koljós Vtóraya Piatiletka. En 1957 este fue dividido en dos, creándose en la división el koljós Progres. En la década de 1960 fue electrificada.

## Demografía
| 2002  | 2010  |
| ----- | ----- |
| 3 705 | 3 622 |

### Composición étnica
De los 3 705 habitantes que tenía en 2002, el 96.5 % era de etnia rusa, el 1.6 % era de etnia ucraniana, el 0.6 % era de etnia armenia, el 0.3 % era de etnia bielorrusa, el 0.1 % era de etnia adigué, el 0.1 % era de etnia georgiana, el 0.1 % era de etnia turca, el 0.1 % era de etnia tártara y el 0.1 % era de etnia alemana.

## Clima
Cuenta con un clima templado-continental con inviernos suaves y veranos calurosos. El invierno es corto con deshielos frecuentes y una capa de nieve inestable. La temperatura media del mes de enero es de −2 o −3 °C. La temperatura media del mes de julio es de 23-24 °C, llegando la temperatura máxima hasta los 41-42 °C. La suma anual de precipitaciones ronda los 550 mm.